# San Marinees kenteken

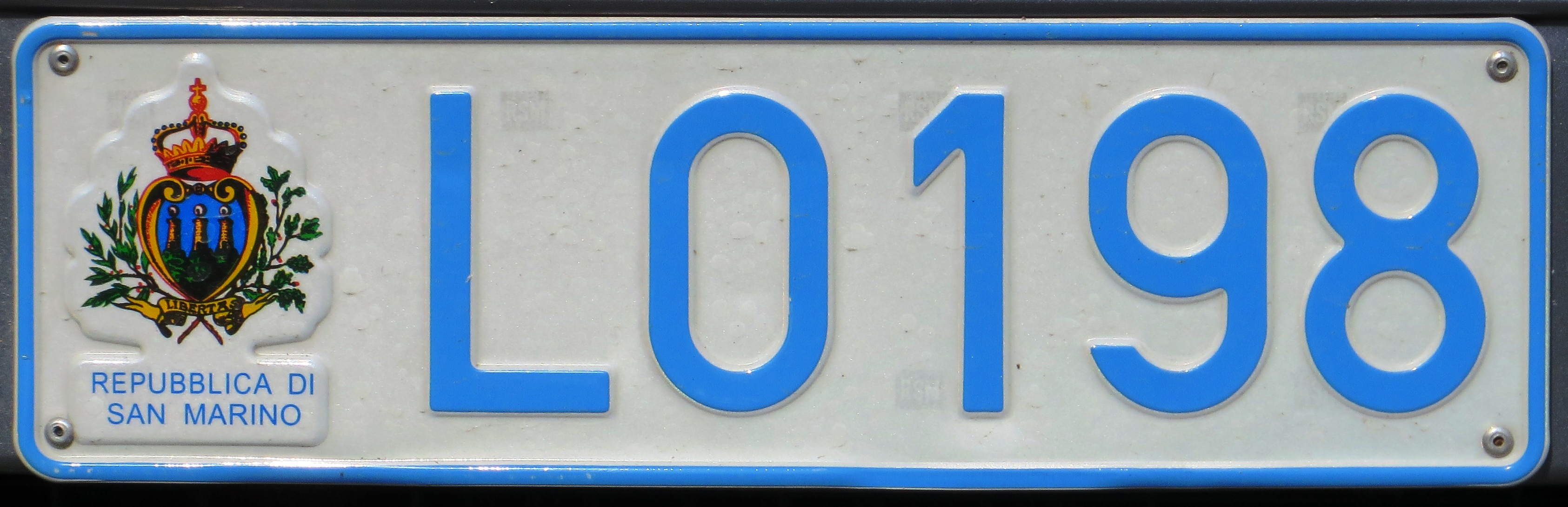
auto-kentekenplaat van San Marino

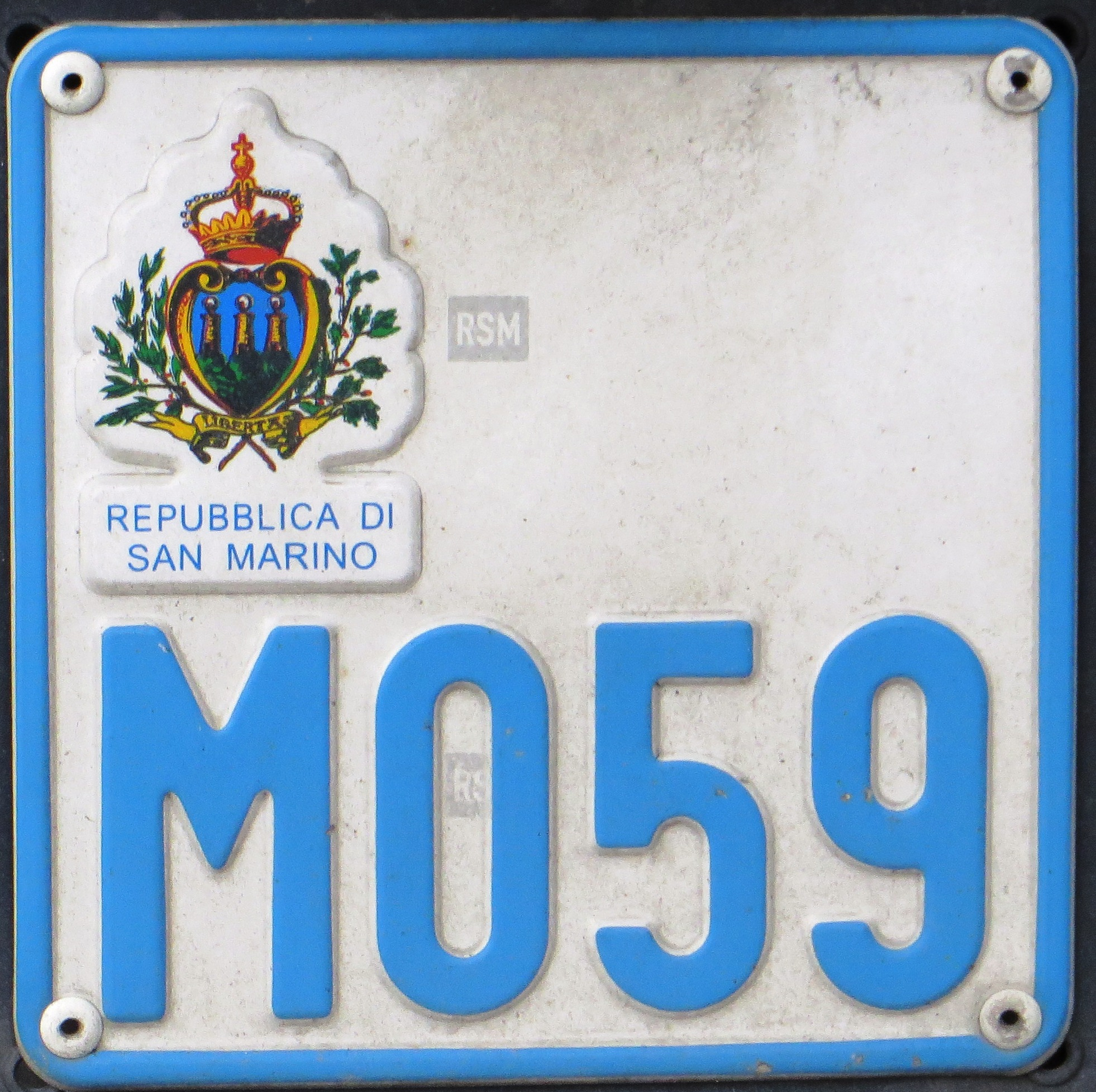
motorfietskentekenplaat van San Marino

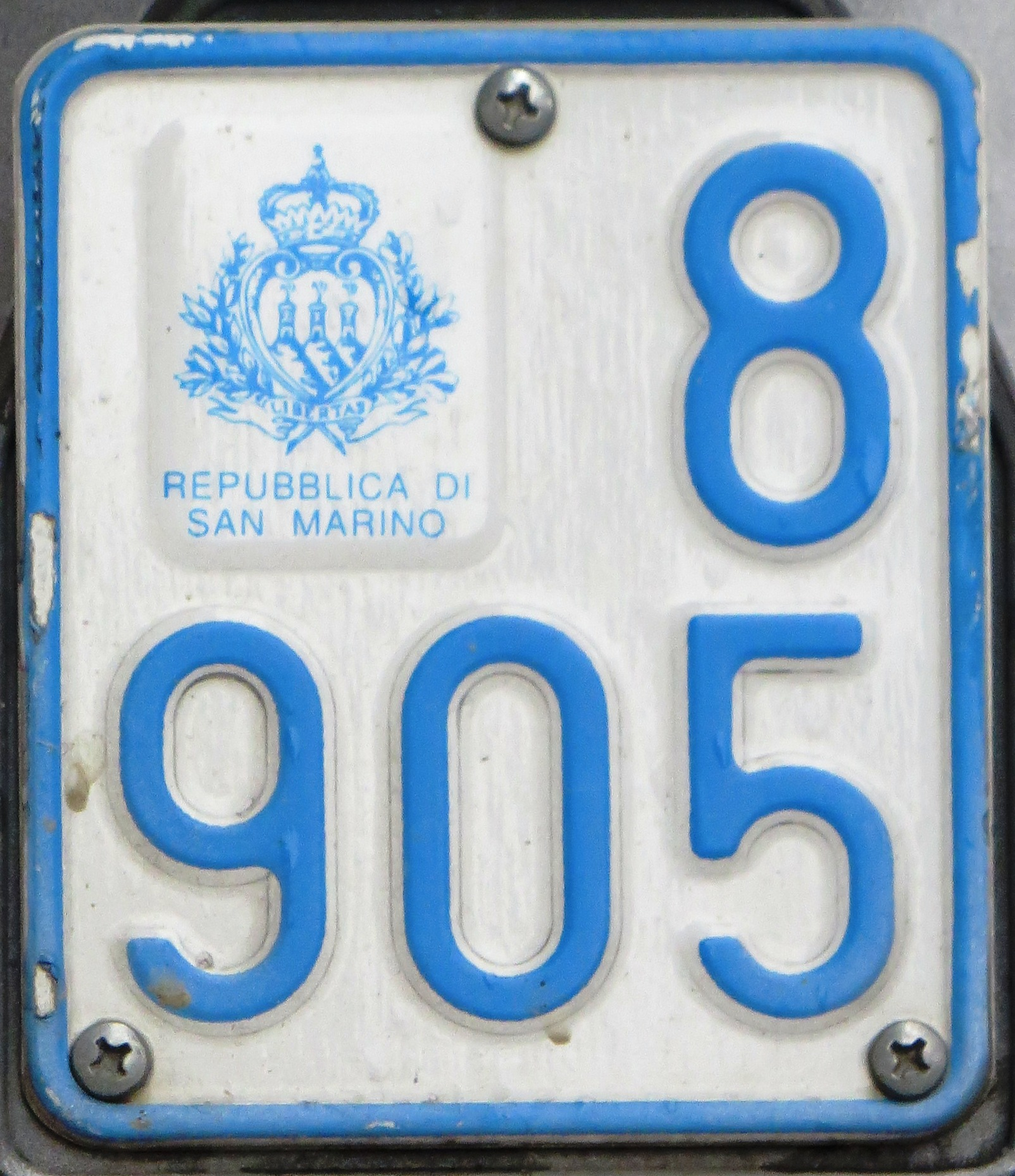
brommerkentekenplaat van San Marino

Een San Marinees kenteken is een kenteken voor voertuigen uit San Marino. 
De autoriteiten in San Marino geven kentekenplaten af die wit zijn met blauwe tekens, meestal een letter gevolgd door maximaal vier cijfers. Aan de linkerkant van deze figuren wordt het nationale wapen van San Marino getoond. Veel voertuigen hebben ook de internationale voertuigidentificatiecode "RSM" in het zwart op een witte ovale sticker. Sinds 2004 zijn ook aangepaste kentekenplaten beschikbaar.

## Speciale platen
| Type               | kentekenplaat |
| ------------------ | ------------- |
| Diplomatieke plaat |               |
| Rode kruis         |               |
| Politie            |               |
| Trailer            |               |